# Hepatopatia alcohòlica
L'hepatopatia alcohòlica (o malaltia hepàtica alcohòlica), és un terme que engloba els trastorns del fetge (hepatopatia) degudes al consum excessiu d'alcohol, com ara el fetge gras, l'hepatitis alcohòlica, que quan és crònica presenta fibrosi, esdevenint llavors una cirrosi.
És la principal causa d'hepatopatia als països occidentals. Encara que l'esteatosi (malaltia del fetge gras) es desenvoluparà en qualsevol individu que consumeixi una gran quantitat de begudes alcohòliques durant un llarg període, aquest procés és transitori i reversible. Més del 90% de tots els grans bevedors desenvolupen fetge gras, mentre que al voltant del 25% desenvolupa l'hepatitis alcohòlica més greu i el 15% la cirrosi.

## Tractament i cura
La part més important del tractament és l'abandonament del consum d'alcohol. L'alcohol danya directament les cèl·lules, provocant inflamació crònica i accelerant la progressió de les malalties hepàtiques. Les persones amb infecció crònica per VHC han d'abstenir-se de qualsevol consum d'alcohol a causa del risc d'acceleració ràpida de la malaltia hepàtica.

### Medicaments
Una revisió Cochrane de 2006 no va trobar prou evidència per a l'ús d'esteroides anabòlics androgènics. De vegades s'utilitzen corticoesteroides; tanmateix, això es recomana només en casos d'inflamació severa del fetge.
El silimarina ha estat estudiat com a possible tractament, però els resultats han estat equívocs. Una revisió va afirmar els beneficis del S-adenosilmetionina en models de malalties.
Els efectes dels medicaments contra el factor de necrosi tumoral, com ara infliximab i etanercept, no són clars i podrien ser perjudicials. Les dades sobre pentoxifil·lina no són clares. El propiltiouracil pot causar danys.
Les dades no recolzen l'eficàcia de la nutrició addicional en malalties hepàtiques.

### Transplantament
Tot i que en casos rars la cirrosi hepàtica és reversible, el procés de la malaltia és principalment irreversible. El trasplantament de fetge continua sent l'únic mètode radical de tractament. Avui en dia, la supervivència després del trasplantament de fetge és la mateixa per a persones amb ALD i sense ALD. Els requisits per a la llista de trasplantament són els mateixos que per a altres tipus de malalties hepàtiques, excepte per la sobrietat de 6 mesos, així com l'avaluació psiquiàtrica i l'ajuda en la rehabilitació. Els requisits específics varien segons els centres de trasplantament. El retorn a l'alcohol després de la llista de trasplantament comporta l'exclusió de la llista. La reincorporació a la llista és possible en moltes institucions, però només després de 3-6 mesos de sobrietat. Hi ha dades limitades sobre la supervivència dels trasplantaments en pacients que han fet un trasplantament en hepatitis alcohòlica aguda, però es creu que és comparable a la de l'ALD no aguda, ALD i hepatitis alcohòlica amb MDF inferior a 32.